# Ugo d'Avranches
Ugo d'Avranches, I conte di Chester, detto Ugo il Grasso o Ugo il Lupo (1047 circa – 27 luglio 1101), è stato un nobile francese naturalizzato inglese.
Egli fu uno dei grandi magnati di origine anglo-normanna assurti ai vertici della società del tempo.

## Biografia
Ugo d'Avranches nacque attorno al 1047 da Richard le Groz ed Emma de Conteville nella regione dell'Avranches, di cui il padre era visconte.
Alla morte del padre ereditò le proprietà di famiglia, non solo nella sua zona di nascita, ma sparse per tutta la parte occidentale della Normandia.
Quando Guglielmo il Conquistatore diede il via al suo piano di conquista, Ugo gli donò sessanta navi, anche se fisicamente, si crede, non abbia combattuto effettivamente ad Hastings, rimanendo piuttosto in patria a tenere le redini del governo.
Una volta che Guglielmo si fu insediato sul trono, Ugo lo seguì in Inghilterra, dove fu messo al comando del castello di Tutbury, nello Staffordshire; nel 1071 fu creato conte di Chester e gli furono assegnati poteri speciali perché potesse far fronte al crescente tumulto che cresceva nel Galles.
Nella sua regione natale, dove aveva ereditato il titolo di visconte d'Avranches nel 1082, Hugh fondò diversi monasteri, come quello di St. Sever in Normandia; altri li fondò nello Cheshire (St. Werburgh a Chester) e nello Yorkshire.
Il 9 settembre 1084, a Guglielmo I succedette il figlio Guglielmo II d'Inghilterra e qualche anno dopo, nel 1088 in Inghilterra scoppiò una rivolta contro il re a favore del suo fratello maggiore, cui era rimasto il ducato di Normandia, Roberto II di Normandia. Ugo rimase fedele al sovrano e quando a questi successe il fratello Enrico I d'Inghilterra lo servì con altrettanta fedeltà.
Molto del tempo speso in quegli anni andò nelle lotte con i gallesi ed insieme al cugino Robert di Rhuddlan (morto il 3 luglio 1193), che inizialmente ne tenne il nord-est come suo vassallo, sottomise buona parte del nord. Nel 1081, Gruffydd ap Cynan, re del Regno di Gwynedd, fu catturato presso Corwen con l'accusa di tradimento da Ugo che lo portò nel suo castello, tuttavia fu Roberto che subentrò alla guida del regno rispondendone direttamente al re. Una volta morto il cugino, ucciso da un colpo di giavellotto durante uno scontro con i gallesi, fu Ugo a prendere quelle terre; il suo dominio tuttavia durò poco: nel 1094 perse l'Anglesey e buona altra parte dei territori nel corso della rivolta capitanata da Gruffydd ap Cynan, scappato dalla prigionia.
Nel 1098 Ugo si unì a Ugo di Montgomery, II conte di Shrewsbury (morto nel 1098) per tentare di recuperare ciò che era andato perduto. Cynan si ritirò fino ad Anglesey e fu poi costretto a fuggire in Irlanda, ove mercenari danesi della flotta che aveva assoldato decisero di tradirlo. Le cose sembrarono mettersi al meglio per Ugo, ma all'improvviso giunsero i norvegesi con, in testa, il loro re Magnus III di Norvegia, che spazzò via le forze normanne presso lo Stretto di Menai.
Shrewsbury venne ucciso da un colpo di freccia e Ugo dovette battere in una precipitosa ritirata; quindi Cynan lasciò l'Irlanda e riprese possesso dei propri domini e fra lui ed Ugo potrebbe essersi costituito un accordo, perché l'uno non cercò più di invadere l'altro.
Ugo con l'avanzare degli anni divenne incredibilmente grasso, cosa che gli valse il soprannome di Grosso. Il 23 luglio 1101 si fece monaco e morì qualche giorno più tardi.
Fu sepolto nell'Abbazia di Werburgh.

## Famiglia

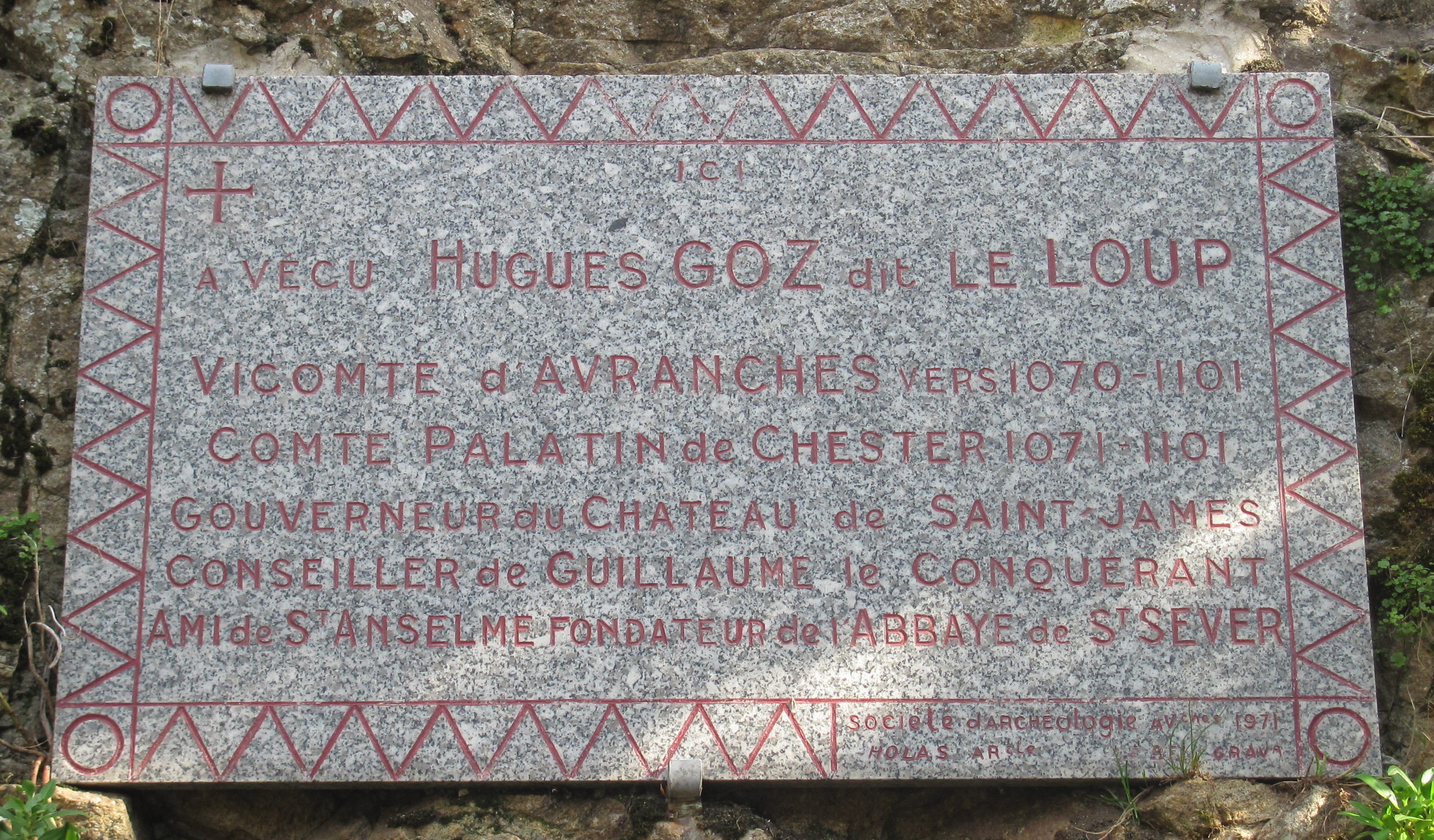
Lapide commemorativa di Hugh d'Avranches a Avranches

Ugo si sposò con Ermentrude di Claremont, da cui ebbe:
- Richard d'Avranches (1094-25 novembre 1120)
- Matilde d'Avranches, morta insieme al fratello nel naufragio della Nave Bianca
- Robert FitzHugh
- Hugh d'Avranches
- Helga de Kevelioc
- Geva d'Avranches

Ebbe poi altri figli illegittimi fra cui si ricordano:
- Robert d'Avranches
- Otuel d'Avranches